# Wydrino (osiedle)
Wydrino (ros. Выдрино) – osiedle przy stacji w Rosji, w Buriacji, w rejonie kabańskim. W 2010 liczyło 796 mieszkańców.